# Suïtbertus

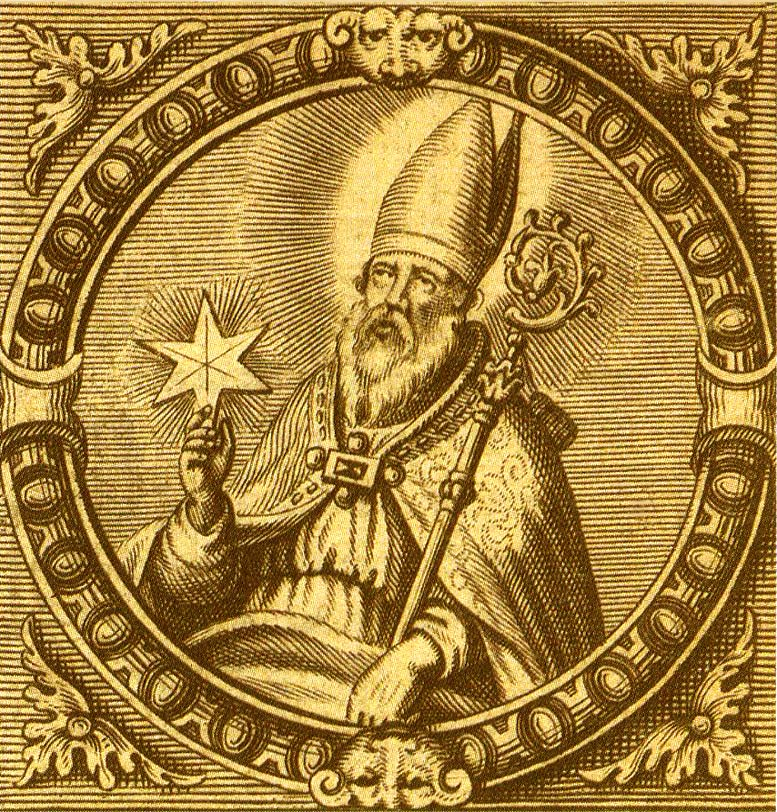
Afbeelding van Suïtbertus (1694).

Suïtbertus (rond 647 - Kaiserswerth, 1 maart 713, ook Switbert, Swidbert, Suidbert, Suibert) was een missiebisschop van Angelsaksische afkomst. Na zijn dood werd hij heilig verklaard. Zijn naamdag is op 1 maart, de dag van de translatie van zijn relieken op 4 september.
Suitbertus was de stichter en eerste abt van het klooster Kaiserswerth nabij het huidige Düsseldorf in Duitsland.

## Leven
De voornaamste bron met betrekking tot het leven van Suïtbertus is de Historia ecclesiastica gentis Anglorum van Beda (672/673 - 735).
Suïtbertus was een van de elf missionarissen die in 690 met Willibrord (circa 658 - 739) naar Frisia trokken om de mensen daar te bekeren. Toen Willibrord naar Rome was vertrokken, werd Suïtbertus vervolgens door zijn medemissionarissen uitgekozen om terug naar Engeland te gaan om tot bisschop gewijd te worden. Omdat de zetel van de aartsbisschop van Canterbury vacant was, werd hij, tussen 690 en 692, in Mercia tot bisschop gewijd door bisschop Wilfrid van York (circa 634 - 709) die daar in ballingschap verbleef. Kort daarna vertrok Suïtbertus weer naar het vasteland.
Daar predikte hij vervolgens bij de Bructeren en bekeerde daar velen. Toen de Bructeren door de Saksen werden onderworpen, moest Suïtbertus uitwijken. Hofmeier Pepijn van Herstal (635 of 640 - 714)
stelde toen door bemiddeling van zijn vrouw Plectrude (- na 717) een eiland in de rivier de Rijn ter beschikking om daar te gaan wonen, het latere Kaiserswerth. Daar werd toen een klooster gebouwd, waar Suïtbertus na enige jaren overleed.

## Trivia
- Begin tiende eeuw wijdde bisschop Radbod van Utrecht (bisschop van 899 - 917) een gedicht (carmen allegoricum) aan Suïtbertus[2].
- In het westen van de Betuwe bestaat een Suïtbertusparochie.
- In Woudrichem bestaat de Katholieke Gemeenschap Sint Suitbert.